# الزيتونة (بيروت)

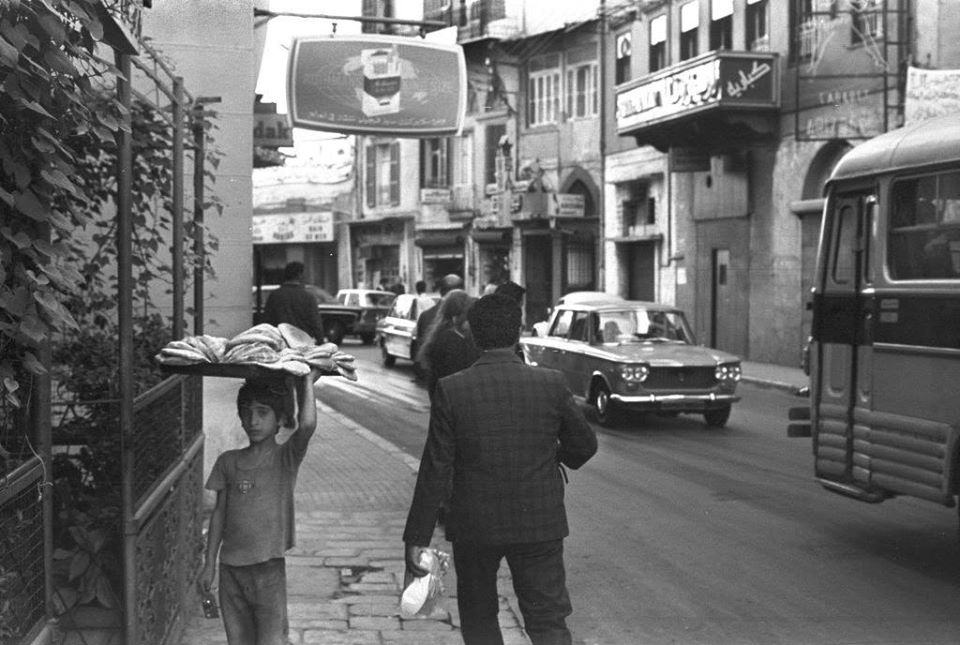
الصورة تبيّن أحد الشوارع الرئيسية في الزيتونة، بيروت، 1940

الزيتونة هي منطقة من مناطق مدينة بيروت العاصمة اللبنانية. وعلى خليجها يقع فندق السان جورج العالمي الذي ما زال يعمل بالرغم من الدمار الذي وصل إليه بسبب الحرب اللبنانية. وبنيت منطقة خليج الزيتونة، زيتونا باي، على سواحل المنطقة مما جعلها منطقة جذب سياحي ومنطقة سكنية للأثرياء.

## وصلات خارجية
- صور لمنطقة الزيتونة القديمة - موقع لبنان الجديد
- صورة لشارع الزيتونة في العشرينيات من القرن العشرين - موقع lebanoninpictures.com